# Bad Liebenstein
Bad Liebenstein is een stad in de Duitse deelstaat Thüringen, en maakt deel uit van de Wartburgkreis.
Bad Liebenstein telt 7.665 inwoners.

## Geografie
Bad Liebenstein ligt in het noordwestelijke deel van het Thüringer Woud. Hoogste punt van de gemeente is de Großen Weißenberg met een hoogte van 746 meter, terwijl het laagste punt bij Meimers op 267 m. ligt. Op ongeveer 30 km liggen de grotere steden Eisenach in het noorden en Meiningen in het zuiden. Dichterbij liggen op circa 15 km afstand Bad Salzungen in het westen en Schmalkalden in het zuidoosten. In de gemeente ligt het voormalig spoorwegstation Bad Liebenstein.

## Geschiedenis
De ontwikkeling van de plaatsen Schweina, Steinbach en Liebenstein als Altensteiner Oberland is nauw met elkaar verbonden.
Op 1 oktober 1923 was er voor het eerst sprake van een grote gemeente Bad Liebenstein door de fusie van Bad Liebenstein, Bairoda, Steinbach, Marienthal en Schweina, die reeds in juli 1924 weer werd opgeheven. Vanaf 1 juli 1950 stond Schweina onder bestuur van Bad Liebenstein. In deze tijd stond Schweina bij de post bekend als Bad Liebenstein 2. Het gemeenteverbond werd op 1 juni 1974 opgeheven en werd Schweina weer een zelfstandige gemeente.
Sinds 2000 waren er nieuwe plannen om Bad Liebenstein, Schweina en Steinbach te laten fuseren tot „Altensteiner Oberland“. Deze werden echter in een referendum in 2004 door Schweina afgewezen. Eind november 2011 ondertekenden de burgemeesters van de drie gemeenten een verdrag over de vorming van een eenheidsgemeente, waardoor op 31 december 2012 de gemeenten Bad Liebenstein, Schweina en Steinbach werden opgeheven en samen een nieuwe gemeente vormden met de naam Bad Liebenstein en gerechtigd is de titel stad te voeren.